# Peachland (Colombie-Britannique)
Pour les articles homonymes, voir Peachland.
Peachland est une municipalité de district de la Colombie-Britannique. Elle est située dans le district régional de Central Okanagan, du côté ouest du lac Okanagan.

## Histoire et description
Peachland fut fondée en 1899 par John Moore Robinson alors que la région a été depuis longtemps le foyer du peuple Okanagan. Peachland est approximativement à une demi-heure en voiture de la ville de Kelowna.
C'est une communauté en pleine croissance située en grande partie sur un versant de montagne avec des résidents venant de partout au Canada.
Près de Peachland, l'île de Rattlesnake est le lieu où habiterait le légendaire Ogopogo.
Peachland est approximativement à 370 km de Vancouver.

## Démographie
| 2001  | 2006  | 2011  | 2016  | 2021  |
| ----- | ----- | ----- | ----- | ----- |
| 4 654 | 4 883 | 5 200 | 5 428 | 5 789 |